# Округ Пикенс (Џорџија)
Округ Пикенс (енгл. Pickens County) је округ у америчкој савезној држави Џорџија.

## Демографија
По попису из 2010. године број становника је 29.431, што је 6.448 (28,1%) становника више него 2000. године.
| Група             | 2000.          | 2010.          |
| Белци             | 21.897 (95,3%) | 27.802 (94,5%) |
| Афроамериканци    | 293 (1,3%)     | 312 (1,1%)     |
| Азијати           | 53 (0,2%)      | 119 (0,4%)     |
| Хиспаноамериканци | 467 (2,0%)     | 819 (2,8%)     |
| Укупно            | 22.983         | 29.431         |